# 東京青年師範学校
| 東京青年師範学校 （東京青師） | 東京青年師範学校 （東京青師） |
| ----------------------------- | ----------------------------- |
| 創立                          | 1944年                        |
| 所在地                        | 東京都調布町 （現・調布市）   |
| 初代校長                      |                               |
| 廃止                          | 1951年                        |
| 後身校                        | 東京学芸大学                  |
| 同窓会                        | 辟雍会                        |

東京青年師範学校（とうきょうせいねんしはんがっこう）は、1944年（昭和19年）に東京都に設置された青年師範学校である。

## 概要
1935年（昭和10年）の青年学校令、青年学校教員養成所令の公布により、東京府が同年に設置した東京府立青年学校教員養成所を前身とする。1943年（昭和18年）の東京都発足に伴い東京都立青年学校教員養成所と改称された後、1944年（昭和19年）に本科は官立移管されて東京青年師範学校となり、第二次世界大戦後の学制改革で東京学芸大学に包括された。

## 沿革
- 1920年（大正9年） - 東京府立農業教員養成所を設立（実業学校教員の養成学校として発足）
  - 同年の実業補習学校教員養成所令発布、実業補習学校規程改定による。青梅町の東京府立農林学校に併設
- 1921年（大正10年） - 東京府立農業補習学校教員養成所に改称。
- 1935年（昭和10年） - 東京府立青年学校教員養成所に改称。
- 1937年（昭和12年）- 駒場の東京農業教育専門学校校内に移転。
- 1939年（昭和14年）- 青山北町の東京府青山師範学校跡地に移転。
- 1940年（昭和15年）- 調布に移転。
- 1943年（昭和18年）
  - 都制に移行し、東京都立青年学校教員養成所に改称。
  - 附設女子教員臨時養成所を久留米町に設置、本科と別に臨時養成科を設置。
- 1944年（昭和19年）
  - 師範教育令の改正による青年師範学校制度発足に伴い、本科は官立に移行し、東京青年師範学校が調布に設立。
  - 臨時養成科と女子教員臨時養成所は都立教員臨時養成所として統合発足。
- 1945年（昭和20年）- 空襲により校舎焼失。
- 1947年（昭和22年）- 都立教員臨時養成所を廃止。
- 1949年（昭和24年）- 新制大学発足により、東京学芸大学が設立され、包括される。（調布分教場）
- 1951年（昭和26年）- 廃止。

## 校地の変遷と継承

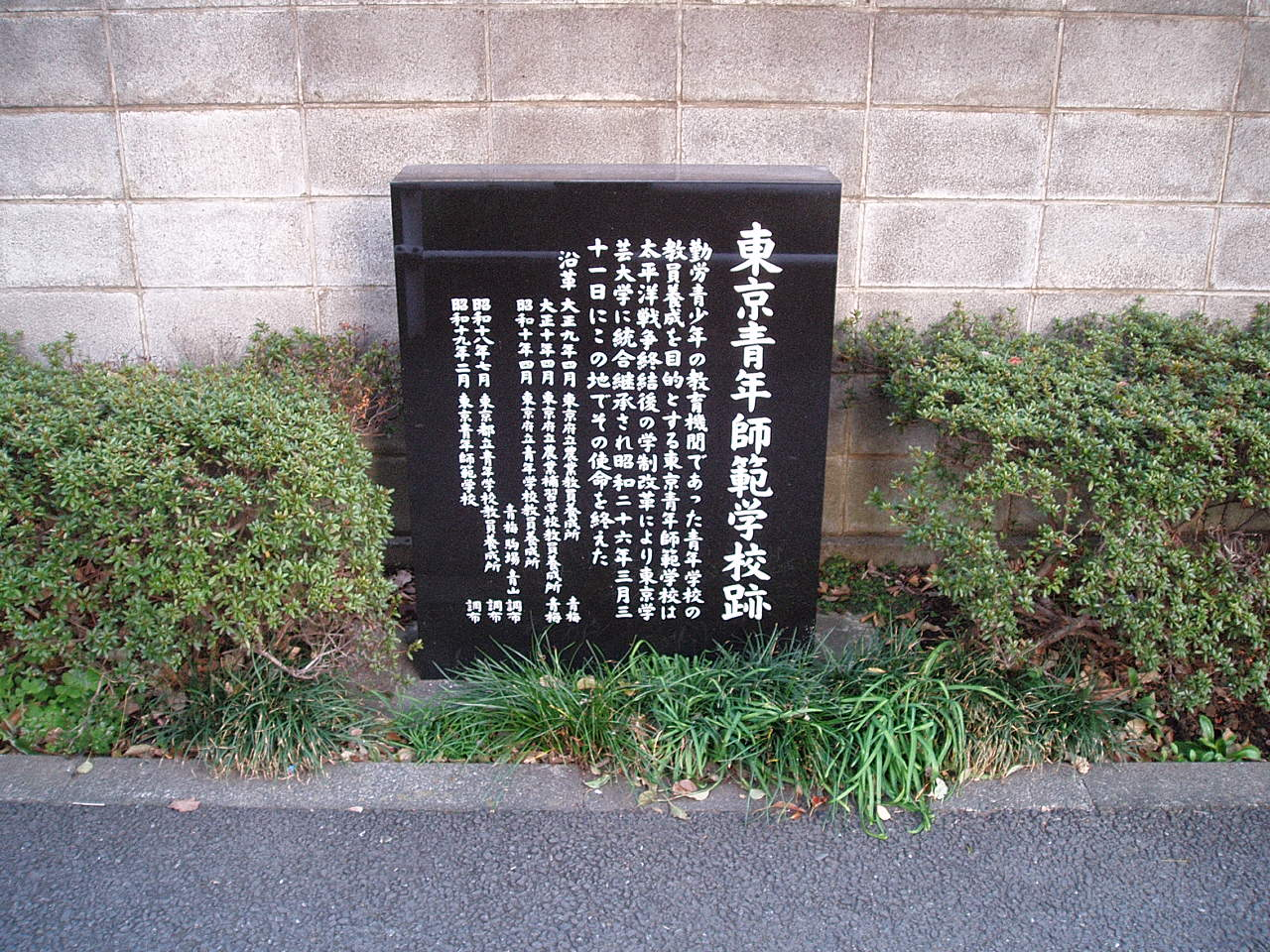
東京青年師範学校跡の碑（東京都調布市、電気通信大学西門脇）

東京府立農業教員養成所としての発足当初から西多摩郡青梅町（現・青梅市）の東京府立農林学校（現・東京都立青梅総合高等学校）に併設されていたが、東京府立青年学校教員養成所に改称後の1937年4月、目黒区駒場の東京農業教育専門学校校内（現・駒場野公園）に移転した。1939年4月に赤坂区（現・港区）青山北町の東京府青山師範学校跡（現在の都営青山北町団地）に移転後、1940年10月に北多摩郡調布町布田（のちの調布市小島町、現・富士見町）の新校舎に移転した。
調布校舎は官立東京青年師範学校に引き継がれ、1949年、同校の東京学芸大学への包括に伴い調布分教場が置かれた。調布分教場は1951年3月、東京青年師範学校の廃止と共に廃止され、附属農場は東京学芸大学世田谷分校（旧・東京第一師範学校、現・東京学芸大学附属高等学校）に移転した。
調布分教場の廃止後も、旧・調布校地には学芸大の学生寮と運動場が残っていたが、電気通信大学の調布移転に伴い1953年から1957年頃までに電気通信大学に所属替えとなった。電気通信大学西門の脇に、「東京青年師範学校跡」 と記された碑が建てられている。